# Silvano Buffa
Silvano Buffa (Trieste, 15 maggio 1914 – Mali Spadarit, 10 marzo 1941) è stato un militare italiano, ufficiale del 7º Reggimento Alpini e insignito della medaglia d'oro al valor militare.

## Biografia
Figlio di Rodolfo e Anna Ognibeni, entrambi originari di Pieve Tesino in Trentino, nacque a Trieste il 15 maggio 1914. Frequentò dapprima il Liceo classico Francesco Petrarca di Trieste e in seguito proseguì gli studi presso la facoltà di giurisprudenza di Padova dove si laureò appena ventitreenne.
Fu comandante della 64ª Compagnia fucilieri "La Crodarola" del 7º Reggimento alpini e nel 1940 partecipò alla campagna italiana di Grecia sul fronte greco-albanese. Nel 1941 cadde durante la conquista del monte Mali Spadarit; per tale impresa impresa gli fu conferita la medaglia d'oro al valor militare.
Per moltissimi anni i genitori ignorarono dove si trovasse il corpo del loro figlio, nonostante le ricerche del padre, Rodolfo. Fu solamente nel 1986 che il fratello Mario seppe che i resti erano stati sepolti prima all'Ossario di Bari, dove riposano i Caduti d'Oltremare, e quindi trasferiti al Sacrario di Redipuglia.
Il 1º dicembre 2001 la salma fu finalmente portata a Pieve Tesino dove ora riposa nella tomba di famiglia.
Il Gruppo ANA di Pieve Tesino, nato nel 1960 è intitolato a Silvano Buffa.

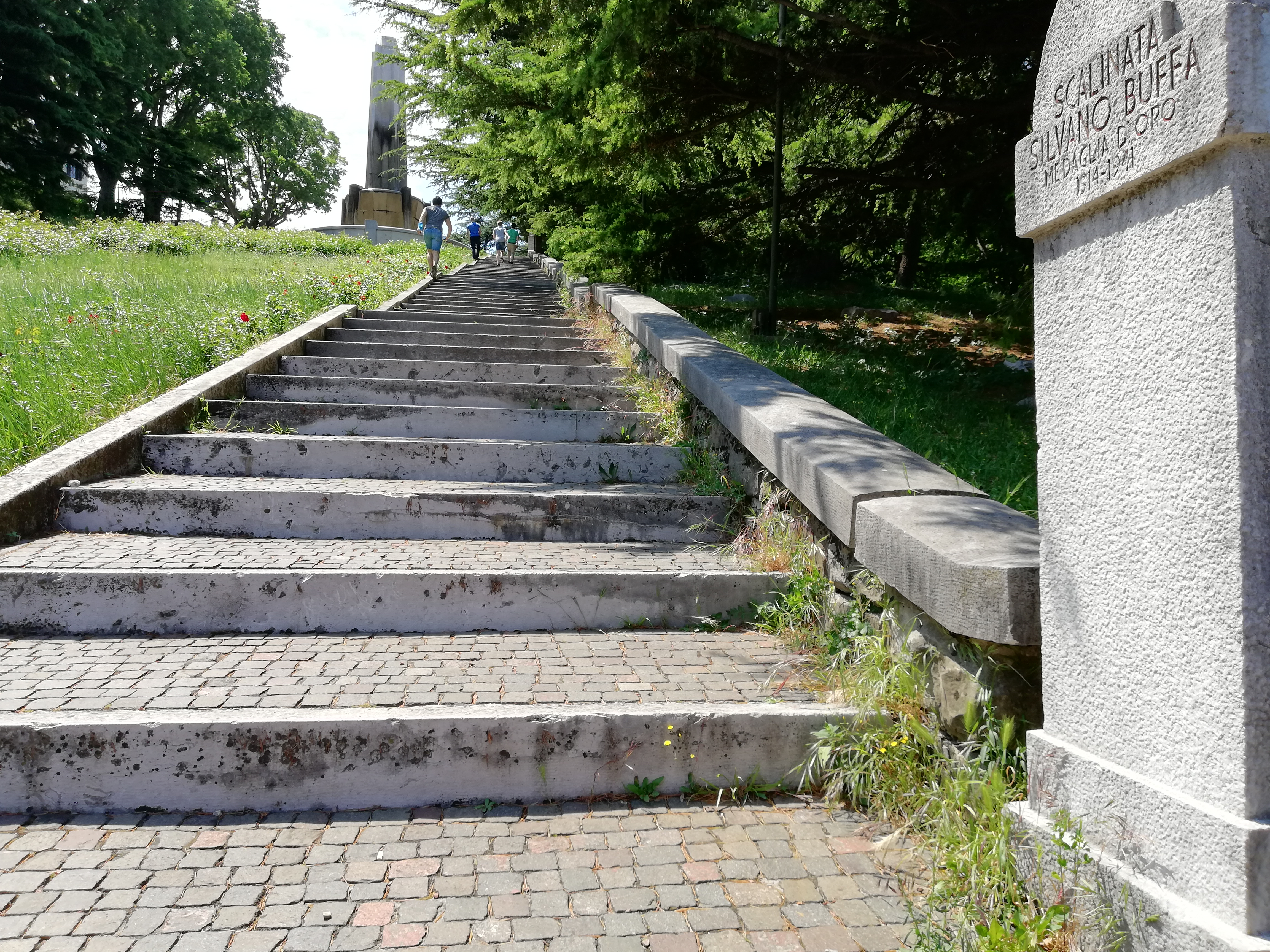
La scalinata Silvano Buffa a Trieste

A Trieste gli è stata intitolata la scala che porta dal Parco della Rimembranza alla Cattedrale di San Giusto.